# Einar Adamson

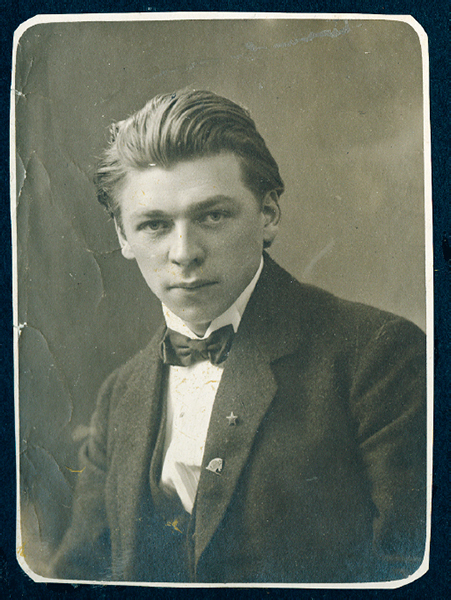
Einar Adamson

Emanuel Einar Adamson, född den 4 maj 1894 i Mora, död den 11 juni 1953 i Göteborg, var en svensk journalist och esperantist.

## Biografi
Föräldrar var handlanden Axel och Hilma Adamson. Han arbetade till en början som montör i Gävle 1912-1915 och genomgick folkhögskola. Han blev sedan verksam som tidningsman och var 1917-1921 journalist vid Nya Norrland. Därefter blev Adamson 1922-1930 redaktör för Väst-Svenska Kuriren i Göteborg, organ för Sveriges kommunistiska parti. Under 1920-talet avsattes han två gånger, men kvarstod ändå fram till 1930, även efter partisplittringen 1929. Pertiledningen försökte flytta Adamson till Folkets Dagblad, då Väst-Svenska Kuriren skulle göras om till veckotidning. Adamson valde då att istället överta tidningen Minareten och var dess redaktör och ägare 1931-1937.  
Hela sitt liv verkade Adamson för spridningen av det konstgjorda språket esperanto.

### Redaktör
- Nya Ångermanland. Örnsköldsvik: fören. 19??-19??. Libris 10225065
- Världs-revyn : svensk-internationell tidskrift för koncis registrering av månadens och årets viktigare händelser i in- och utland, modersmålets vård samt världsspråkets fråmjande. Stockholm: Världs-revyn. 1918. Libris 9673302
- Västsvenska kuriren. Göteborg. 1922-1930. Libris 2835325
- Minareten. Göteborg. 1931-1938. Libris 2679802
- Arbetaresperantisten = Laborista esperantisto : organ för de svenska och danska arbetareesperantisterna. Stockholm: Svenska arbetar-esperantoförbundet (Sveda laborista esperanto-asocio). 1943:9/10-1946:11. Libris 3134293

### Ansvarig utgivare
- Svenska arbetar-esperantisten = Sveda laborista esperantisto. Gefle: Svenska arbetar-esperanto-förbundet (Sveda laborista esperanto-asocio). 1922-1929:5/6. Libris 9160616